# Freelancer
Freelancer är ett rymdsimulerande datorspel utvecklat av Digital Anvil och publicerat av Microsoft den tredje mars 2003. Ett av spelets mest utmärkande drag är att spelet inte slutar efter att handlingen är avklarad, istället så har man en stor del av spelets värld kvar att utforska. Spelet har också en stor modding-community, med mängder av moddar för både online- och singleplayer-spel.

## Handling
Edison Trent har precis anlänt till planeten Manhattan i New York-systemet, Libertys huvudstad. Han är en av få överlevande från rymdstationen Freeport 7 som har blivit utsatt för ett mystiskt attentat. Man misstänker den farliga terroristorganisationen "The order" för dådet. Nu står Trent på Manhattan med 500 "Credits" (spelets valuta) och utan skepp. Han hade lånat ut nästan alla sina pengar till Sam Lonnigan som lovade en miljon credits för ett ton Bor. I närmsta bar försöker han få reda på ett bra sätt att få tag i ett rymdskepp. Bartendern tipsar honom om Jun'ko "Juni" Zane, en agent för Liberty Security Force (LSF). Hon ger snart Trent ett skepp och ett uppdrag att eskortera en transport till en närliggande planet.
Från och med nu är spelaren fri att göra vad han vill, men för att få tillgång till större delar av spelet måste man fortsätta genom handlingen.
Om man fortsätter handlingen kommer man sakta men säkert luckra upp den härva av korruption, konspiration och politiskt maktspel som finns runtomkring spelaren och uppdaga sanningen om The Order, uråldriga artefakter och utomjordiska livsformer kallad "The Nomads".